# NGC 1370
NGC 1370 este o emission-line galaxy⁠(d) situată în constelația Eridanul. A fost descoperită în 21 septembrie 1786 de către William Herschel. Se află la o distanță de 14,16 megaparseci de Pământ.